# Hjalmar Petersen

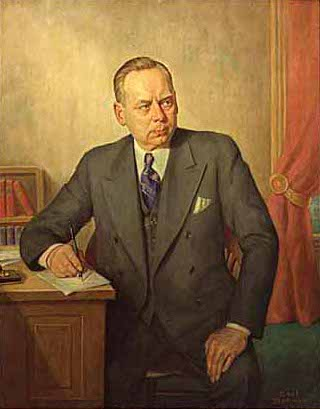
Hjalmar Petersen

Hjalmar Petersen (* 2. Januar 1890 in Eskildstrup, Dänemark; † 29. März 1968 in Columbus, Ohio) war ein US-amerikanischer Politiker und von 1936 bis 1937 Gouverneur des Bundesstaates Minnesota.

## Frühe Jahre und politischer Aufstieg
Peterson besuchte die öffentlichen Schulen in Dänemark und nach der Auswanderung der Familie in Minnesota. Mit 14 Jahren verließ er die Schule und begann im Zeitungsgewerbe zu arbeiten. Im Jahr 1914 gründete er die Zeitung „Askov American“, deren Eigentümer er bis zu seinem Tod bleiben sollte.
Petersen war zunächst in der Verwaltung der Stadt Askov angestellt und wurde dann Bürgermeister dieser Kommune. Zwischen 1930 und 1934 war er Abgeordneter im Repräsentantenhaus von Minnesota. Politisch war er Mitglied der Farmer-Labor Party, die zwischen 1918 und 1944 vor allem in Minnesota aktiv war und dann mit der Demokratischen Partei zur Democratic-Farmer-Labor Party fusionierte. Zwischen 1934 und 1936 war Petersen Vizegouverneur von Minnesota. In dieser Eigenschaft musste er nach dem Tod von Gouverneur Floyd B. Olson am 22. August 1936 dessen Amt übernehmen und die bis zum 4. Januar 1937 laufende Amtszeit beenden.

## Gouverneur von Minnesota und weiterer Lebenslauf
In seiner kurzen Amtszeit trat das Gesetz zur bundesweiten Einführung der Arbeitslosenversicherung in Kraft. Außerdem musste sich der Gouverneur mit einigen Arbeitskämpfen auseinandersetzen und einige Richterstellen neu besetzen. Nach seiner kurzen Gouverneurszeit wurde Petersen Mitglied im Eisenbahnausschuss seines Staates. Dieses Amt behielt er bis 1966. In den folgenden Jahren kandidierte er mehrfach erfolglos für eine eigene Amtszeit als Gouverneur von Minnesota. Ebenso erfolglos blieb im Jahr 1958 seine Kandidatur für einen Sitz im US-Senat. Petersen war auch Präsident der American Publishing Company. Er starb im Jahr 1968. Aus seinen zwei Ehen hatte er zwei Kinder.